# Alv Gjestvang
Alv Gjestvang, né le 13 septembre 1937 à Østre Toten, et mort le 26 novembre 2016, est un patineur de vitesse norvégien.

## Biographie
Aux Jeux olympiques d'hiver de 1956 organisés à Cortina d'Ampezzo (Italie), à l'âge de 18 ans, Alv Gjestvang est médaillé de bronze du 500 mètres derrière deux Soviétiques. Aux Jeux de 1964 à  Innsbruck, en Autriche, il remporte la médaille d'argent sur la même épreuve, à égalité avec deux autres athlètes.

## Records personnels
| Distance      | Temps         | Année |
| ------------- | ------------- | ----- |
| 500 mètres    | 40 s 6        | 1964  |
| 1 500 mètres  | 2 min 14 s 2  | 1960  |
| 5 000 mètres  | 8 min 35 s 1  | 1958  |
| 10 000 mètres | 18 min 19 s 2 | 1958  |